# Bettie Sue Masters
Bettie Sue Siler Masters es profesora adjunta en la Universidad de Duke conocida por su trabajo sobre la óxido nítrico sintasa y la citocromo P450 reductasa. Recibió en 1992 el Premio FASEB a la Excelencia en Ciencias y ha sido elegida miembro de la Academia Nacional de Medicina y miembro de la Asociación Estadounidense para el Avance de la Ciencia.

## Primeros años y educación
Masters nació en Lexington, Virginia, donde su padre era locutor de radio y cantante. Cuando era niña, era una ávida lectora de Sherlock Holmes y del Dr. Watson, cuyas habilidades analíticas admiraba.  Se interesó en la química durante su segundo año en la escuela secundaria y obtuvo una posición lo suficientemente alta en Westinghouse Science Talent Search como para recibir una beca para la universidad. Después de que el College of William & Mary no aceptara la beca porque era mujer, asistió a Roanoke College, convirtiéndose así en una estudiante universitaria de primera generación. Se graduó en Roanoke College en 1959 con una licenciatura en química. En 1963, obtuvo su doctorado. en bioquímica de la Universidad de Duke.

## Carrera
Después de su doctorado. En su trabajo, realizó una investigación postdoctoral primero con una beca de la Sociedad Estadounidense del Cáncer y luego con una subvención de la Asociación Estadounidense del Corazón.   En 1968, se trasladó a la Facultad de Medicina de la Universidad de Texas Southwestern, donde inició su laboratorio de investigación.  En 1982, se trasladó a la Facultad de Medicina de Wisconsin para aceptar el puesto de presidenta del departamento de bioquímica, convirtiéndose así en la primera mujer en ocupar este puesto.  En 1990, se trasladó al Centro de Ciencias de la Salud de la Universidad de Texas en San Antonio, donde fue nombrada Profesora Distinguida de Química Robert A. Welch.  A partir de 2022, es profesora adjunta en el departamento de bioquímica de la Universidad de Duke. Masters es conocida por su trabajo sobre la estructura y función de las enzimas. Como estudiante de posgrado, caracterizó la citocromo P450 reductasa (NADPH-citocromo P450 oxidorreductasa). Luego desarrolló métodos para purificar enzimas, como la citocromo P450 reductasa, que permite investigar sus propiedades bioquímicas e identificar los sitios activos de la proteína mediante cristalografía de rayos X. En cuanto a la óxido nítrico sintasa, examinó la estructura atómica de la isoenzima endotelial, el zinc unido a la proteína y los cofactores necesarios (hemo y tetrahidrobiopterina).

## Publicaciones Seleccionadas
- Vásquez-Vivar, Jeannette; Kalyanaraman, B.; Martásek, Pavel; Hogg, Neil; Masters, Bettie Sue Siler; Karoui, Hakim; Tordo, Paul; Pritchard, Kirkwood A. (4 de agosto de 1998). «Superoxide generation by endothelial nitric oxide synthase: The influence of cofactors». Proceedings of the National Academy of Sciences (en inglés) 95 (16): 9220-9225. Bibcode:1998PNAS...95.9220V. ISSN 0027-8424. PMC 21319. PMID 9689061. doi:10.1073/pnas.95.16.9220.
- Roman, L J; Sheta, E A; Martasek, P; Gross, S S; Liu, Q; Masters, B S (29 de agosto de 1995). «High-level expression of functional rat neuronal nitric oxide synthase in Escherichia coli.». Proceedings of the National Academy of Sciences (en inglés) 92 (18): 8428-8432. Bibcode:1995PNAS...92.8428R. ISSN 0027-8424. PMC 41170. PMID 7545302. doi:10.1073/pnas.92.18.8428.
- McMillan, K; Bredt, D S; Hirsch, D J; Snyder, S H; Clark, J E; Masters, B S (1992). «Cloned, expressed rat cerebellar nitric oxide synthase contains stoichiometric amounts of heme, which binds carbon monoxide.». Proceedings of the National Academy of Sciences (en inglés) 89 (23): 11141-11145. Bibcode:1992PNAS...8911141M. ISSN 0027-8424. PMC 50505. PMID 1280819. doi:10.1073/pnas.89.23.11141.
- Yasukochi, Y; Masters, B S (1976). «Some properties of a detergent-solubilized NADPH-cytochrome c(cytochrome P-450) reductase purified by biospecific affinity chromatography.». Journal of Biological Chemistry 251 (17): 5337-5344. ISSN 0021-9258. PMID 821951. doi:10.1016/s0021-9258(17)33166-6.

## Premios y honores
Masters ha recibido numerosos honores y premios de Roanoke College, su alma mater. En 1973, recibió la medalla de Roanoke College por su distinguido servicio a su comunidad y su profesión.  En 1983, recibió el título de doctor honoris causa en Ciencias de Roanoke College. En 1990, Masters fue contratado por el Centro de Ciencias de la Salud de la Universidad de Texas en San Antonio como el primer Profesor Distinguido de Química Robert A. Welch.  En 1992, Masters recibió el Premio a la Excelencia en Ciencias de la Federación de Sociedades Estadounidenses de Biología Experimental (FASEB). En 2000, recibió el Premio Bernard B. Brodie en Metabolismo de Fármacos de la Sociedad Estadounidense de Farmacología y Terapéutica Experimental. En 1996, Masters fue elegida miembro de la Academia Nacional de Medicina  y, en 2001, fue elegida miembro de la Asociación Estadounidense para el Avance de la Ciencia.  En 2005, la Universidad Carolina (Praga) le otorgó a Masters un título honorífico, Doctorem Medicinae Honoris Causae, en reconocimiento a su trabajo.  En 2022, la Facultad de Medicina de Wisconsin (MCW) otorgó a Masters un título de Doctora Honoris Causa en Ciencias en reconocimiento a su papel de liderazgo en el campo de la bioquímica y sus contribuciones a la formación de científicos médicos (mediante el inicio del programa de formación de MD/PhD de MCW: Medicina Programa de Formación de Científicos ).